# Hinton-in-the-Hedges
Hinton-in-the-Hedges est une paroisse civile et un village du Northamptonshire, en Angleterre.